# Fischerdorf

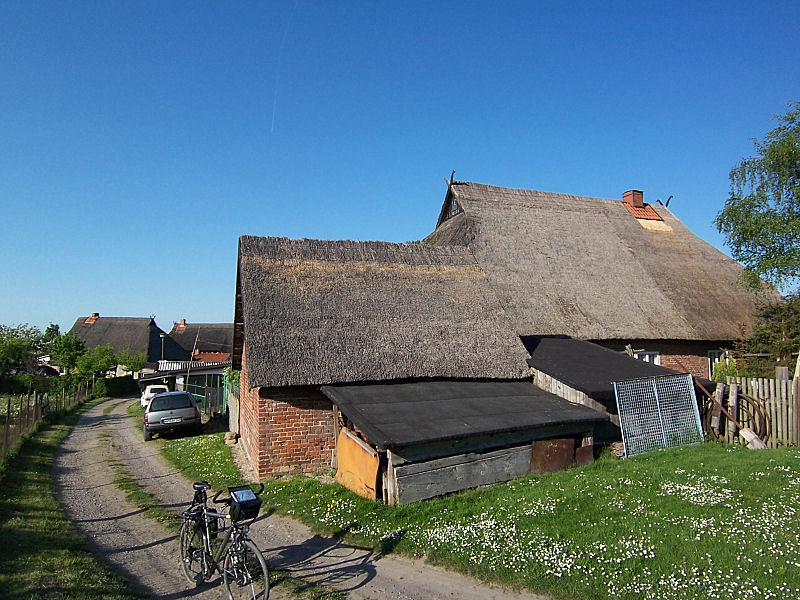
Fischerdorf Hoben bei Wismar

Ein Fischerdorf ist ein kleiner Ort, dessen Wirtschaft traditionell von der Fischerei geprägt ist, und unter dessen Bevölkerung sich infolgedessen ein überdurchschnittlich hoher Anteil an Fischern befindet.

## Verbreitung
Fischerdörfer gab es auf fast allen Kontinenten (Ausnahmen: Australien und Antarktis) und den jeweils vorgelagerten Inseln (z. B. Japan, Neufundland) oder Halbinseln (z. B. Bretagne); selbst die Küsten des hauptsächlich vegetarisch lebenden Indien sind von (ehemaligen) Fischerorten gesäumt. Auch an größeren Flüssen (z. B. Rhein, Elbe, Donau, Ebro, Nil, Mekong) und Seen (z. B. Bodensee, Baikalsee, Tonle Sap oder Titicacasee) gab und gibt es Fischerorte, von denen sich jedoch die meisten wegen der zunehmenden Wasserverschmutzung anderen Aufgaben zugewandt haben.

## Geschichte
Seit Beginn des Fischfangs mit Reusen und/oder Netzen kann man von Fischerdörfern sprechen. Infolge der Industrialisierung des Fischfangs und dem allgemeinen Strukturwandel ist die Fischerei in vielen traditionellen Fischerdörfern nicht mehr als Haupterwerbsquelle anzusehen. Vor allem in südeuropäischen Urlaubsregionen oder in Asien etc. sind die Küstenregionen inzwischen vielfach vom Tourismus geprägt. Aufgrund seiner positiven Konnotation wird der Begriff „Fischerdorf“ dennoch meist beibehalten und dient der Werbung und Imagepflege.

## Beispiele
- In Deutschland existieren nur noch in wenigen Gegenden wirkliche Fischerdörfer (z. B. Ditzum in Ostfriesland). Der Name vieler Orte weist aber noch auf den einstigen Broterwerb ihrer Bewohner hin (z. B. Fischerhude oder Fischerdorf bei Deggendorf/Donau).
- Fischerei wurde auf der Insel Gotland auch im Nebenerwerb betrieben. Dort haben sich saisonal und ganzjährig betriebene Fischerstellen erhalten.